# Quinto Vetina Vero
Quinto Vetina Vero (em latim: Quintus Vetina Verus) foi um senador romano nomeado cônsul sufecto em 125 com Públio Lúcio Cosconiano. Werner Eck e Andreas Pangerl haviam reconstruído o nome deste cônsul como Marco Acena Vero (em latim: Marcus Accena Verus), mas um diploma militar descoberto depois confirmou a grafia correta de seu nome.